# Nidda (rivier)
De Nidda is een zijrivier van de Main in de Duitse deelstaat Hessen.
De rivier ontspringt in de Vogelsberg in de buurt van Schotten op 720 m hoogte en stroomt door de gemeenten Nidda, Ranstadt, Florstadt, Niddatal, Karben en Bad Vilbel. Bij Harheim komt de Nidda Frankfurt am Main binnen en na 98,7 km mondt de rivier in de Main in Frankfurt-Höchst.
- Gemeinsame Normdatei: 4101180-6